# Eretnidi
Gli Eretnidi (turco (plurale): Eretnaoğulları) sono stati una dinastia beilicale anatolica che succedette ai governatori ilkhanidi in Anatolia e che governò l'ampia regione che si estendeva tra Caesarea (Kayseri), Sebastea (Sivas) e Amaseia (Amasya) nell'Anatolia centrale, tra il 1328 e il 1381.
La dinastia fu fondata da Eretna, un ufficiale di origine uigura, al servizio dei governanti ilkhanidi d'Anatolia. Sebbene di breve durata, il Beilicato di Eretna lasciò importanti opere architettoniche.
Il nome Eretna potrebbe derivare dal sanscrito Ratna, ossia "gioiello" (Erdene, Эрдэнэ, in mongolo).
Il fondatore della dinastia, Eretna, era un ufficiale mongolo di origine uigura al servizio di Timurtash, il Governatore ilkhanide d'Anatolia.
Dopo che il suo signore si ribellò senza fortuna nel 1327, cercando di allearsi coi Mamelucchi in risposta al destino di suo padre Chupan, l'ilkhanide Abū Saʿīd nominò Eretna nuovo governatore d'Anatolia. Eretna fu in grado di costituire un suo proprio Beilicato, assumendo il titolo di Sultano, sotto la protezione del Sukltanato mamelucco del Cairo, ma solo quando il khan Abū Saʿīd morì nel 1335. 
Dopo la morte di Eretna, i suoi domini furono razziati dagli Ottomani da ovest e dagli Aq Qoyunlu da est, che profittarono delle dispute interne del giovane Beilicato. L'ultimo a governare il Beilicato, Muhammad II, fu sostituito dal suo  vizir Kadi Burhan al-Din, che regnò nella medesima regione per altri diciotto anni: un periodo che alcune fonti storiche considerano come un prolungamento della struttura precedente, mentre altre lo trattano come qualcosa di nuovo e di diverso.

## Elenco dei governanti eretnidi
- Ala al-Din Eretna 1336–1352
- Ghiyath al-Din Muhammad I 1352–1366
- Ala al-Din Ali 1366–1380
- Muhammad II Çelebi 1380
- Kadi Burhan al-Din